# WTA de Linz de 2024
O WTA de Linz de 2024 foi um torneio de tênis feminino disputado em quadras duras cobertas na cidade de Linz, na Áustria. Esta foi a 33ª edição.
O torneio foi promovido, de WTA 250 para WTA 500.

## Simples

### Cabeças de chave
| Cabeça | Ranking1 | Jogadora              |
| ------ | -------- | --------------------- |
| 1      | 10       | Jeļena Ostapenko      |
| 2      | 20       | Ekaterina Alexandrova |
| 3      | 25       | Donna Vekić           |
| 4      | 28       | Elise Mertens         |
| 5      | 29       | Anastasia Potapova    |
| 6      | 31       | Jasmine Paolini       |
| 7      | 39       | Varvara Gracheva      |
| 8      | 40       | Petra Martić          |

- 1 Rankings de 15 de março de 2024.[4]

### Outras entradas
As seguintes jogadoras receberam convites para a chave principal:
- Angelique Kerber
- Sinja Kraus
- Jeļena Ostapenko
- Dayana Yastremska

As seguintes jogadoras entram na chave principal passando pelo qualificatório:
- Erika Andreeva
- Jodie Burrage
- Sara Errani
- Jule Niemeier
- Luisa Stefani
- Clara Tauson

A seguinte jogadora entrou na chave principal como lucky loser:
- Jaqueline Cristian

### Desistências
Antes do torneio
- Anhelina Kalinina → substituída por  Jaqueline Cristian
- Elina Svitolina → substituída por  Nadia Podoroska
- Markéta Vondroušová → substituída por  Katie Boulter

## Duplas

### Cabeças de chave
| Cabeça | Ranking1 | Equipe                   | Equipe            |
| ------ | -------- | ------------------------ | ----------------- |
| 1      | 32       | Nicole Melichar-Martinez | Ellen Perez       |
| 2      | 89       | Ulrikke Eikeri           | Tereza Mihalíková |
| 3      | 97       | Eri Hozumi               | Makoto Ninomiya   |
| 4      | 103      | Asia Muhammad            | Alycia Parks      |

- 1 Rankings de 15 de janeiro de 2024.

### Outras entradas
A seguinte dupla recebeu convite para a chave:
- Melanie Klaffner /  Sinja Kraus

A seguinte dupla entrou na chave como alternate:
- Amina Anshba /  Anastasia Dețiuc

### Desistências
- Jodie Burrage /  Greet Minnen → substituída por  Amina Anshba /  Anastasia Dețiuc

## Finais
| Categoria | Campeã(s)                   | Vice-campeã(s)                       | Resultado        | Chave(s)  | Chave(s)       |
| --------- | --------------------------- | ------------------------------------ | ---------------- | --------- | -------------- |
| Simples   | Jeļena Ostapenko            | Ekaterina Alexandrova                | 6–2, 6–3         | principal | qualificatório |
| Duplas    | Sara Errani Jasmine Paolini | Nicole Melichar-Martinez Ellen Perez | 7–5, 4–6, [10–7] | principal | principal      |